# مسافر (شركة)
مسافر هي وكالة سفر عبر الإنترنت تأسست في أغسطس 2007 على يد الشيخ محمد بن عبد الله آل ثاني وساشين جادويا في الشارقة، الإمارات العربية المتحدة. ويعمل لديها 245 موظفًا و9 فروع في الإمارات والهند وقطر. يقع المقر الرئيسي للشركة في مركز دبي المالي العالمي.

## تاريخ
بدأ موقع Musafir.com كوكالة سفر للبيع بالتجزئة، مع افتتاح أول فرع للبيع بالتجزئة في الشارقة في عام 2005. شارك في تأسيسها الشيخ محمد بن عبد الله آل ثاني وساشين جادويا. وفي عام 2005، افتتح الفرع الرئيسي في السور، الشارقة. وفي عام 2008، أطلقت الشركة موقعًا إلكترونيًا، والذي كان أول بوابة سفر إلكترونية في دولة الإمارات العربية المتحدة ودول مجلس التعاون الخليجي تحت اسم musafir.com. وأطلقت الشركة أول فرع لها في الهند في عام 2010.
في عام 2012، أطلقت الشركة حملة للعلامة التجارية تضم لاعب الكريكيت الهندي ساشين تندولكار. وفي عام 2018، أطلقت منصة مسافر للأعمال، وهي بوابة لإدارة السفر للكيانات التجارية. وفي عام 2021، افتتحت أول مركز تكنولوجي في دولة الإمارات. وفي عام 2022، انتقلت الشركة إلى مكاتب جديدة في الشارقة وقطر، وافتتحت مركز التكنولوجيا والابتكار الثاني في بيون، الهند.

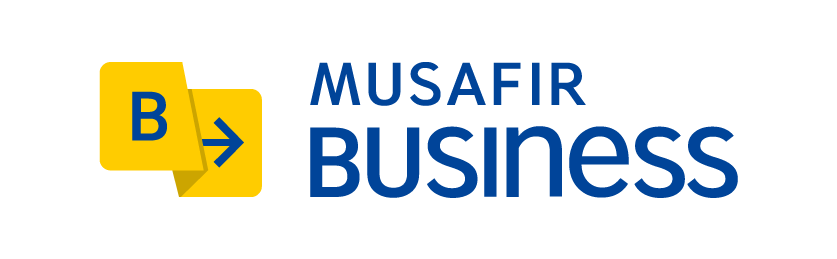
مسافر للأعمال